# Hlavatce (Tábori járás)
Hlavatce település Csehországban, a Tábori járásban. Hlavatce Skalice, Želeč, Vlastiboř, Skrýchov u Malšic, Sudoměřice u Bechyně és Soběslav településekkel határos. Lakosainak száma 429 fő (2024. január 1.).

## Népesség
A település lakosságának változását az alábbi diagram mutatja:
| Lakosok száma | 853  | 894  | 804  | 560  | 452  | 397  | 374  | 380  | 407  | 429  |
|               | 1869 | 1890 | 1921 | 1950 | 1980 | 2001 | 2017 | 2019 | 2022 | 2024 |